# Plorec-sur-Arguenon
Plorec-sur-Arguenon (bretonisch: Ploareg) ist eine französische Gemeinde mit 445 Einwohnern (Stand: 1. Januar 2022) im Département Côtes-d’Armor in der Region Bretagne. Sie gehört zum Arrondissement Dinan und zum Kanton Plancoët. Die Einwohner werden Plélanais genannt.

## Geographie
Plorec-sur-Arguenon liegt etwa 25 Kilometer westnordwestlich von Dinan. Der aufgestaute Fluss Arguenon begrenzt die Gemeinde im Westen. Umgeben wird Plorec-sur-Arguenon von den Nachbargemeinden Val-d’Arguenon im Nordwesten und Norden, Bourseul im Nordosten und Osten, Jugon-les-Lacs im Südosten und Süden sowie Plédéliac im Südwesten und Westen.

## Bevölkerungsentwicklung
| Jahr                       | 1962 | 1968 | 1975 | 1982 | 1990 | 1999 | 2006 | 2019 |
| Einwohner                  | 619  | 551  | 502  | 503  | 473  | 398  | 396  | 417  |
| Quellen: Cassini und INSEE |      |      |      |      |      |      |      |      |

## Sehenswürdigkeiten

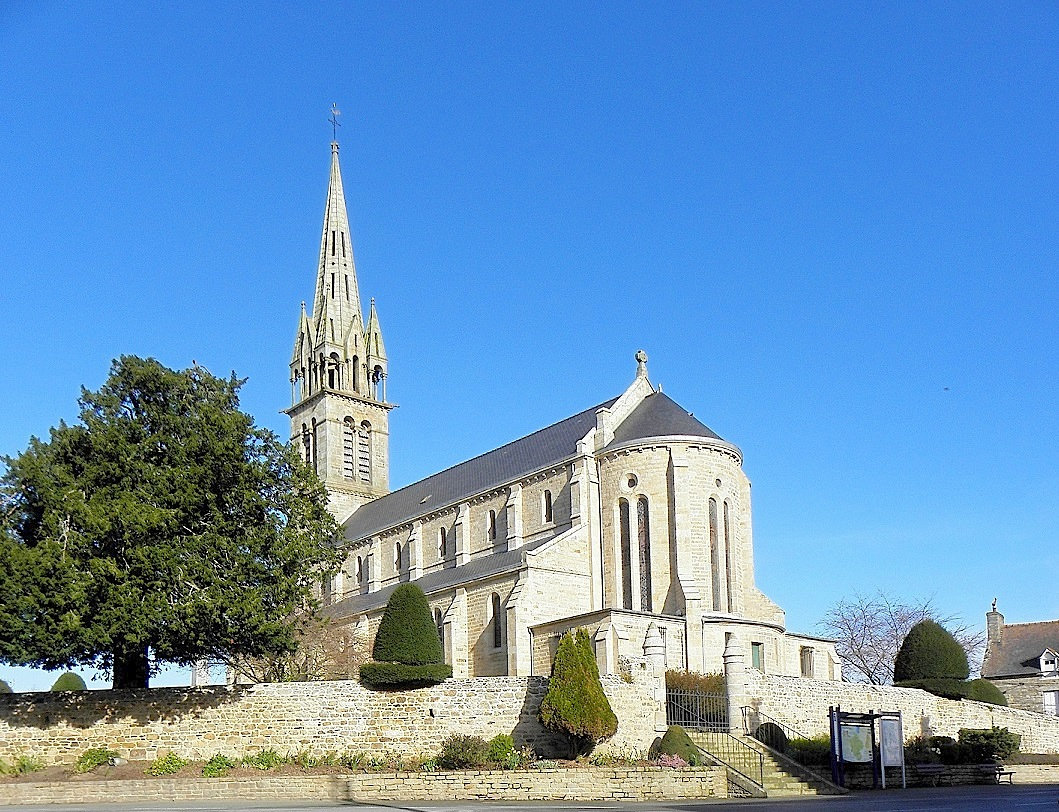
Kirche Saint-Pierre

- Kirche Saint-Pierre
- Tumulus, Monument historique